# Fausto Pocar
Fausto Pocar (Milaan, 21 februari 1939) is een Italiaans rechtsgeleerde. Hij is sinds 1970 hoogleraar aan de Universiteit van Milaan en is gespecialiseerd in Europees recht, Europees arbeidsrecht, internationaal privaatrecht en internationaal humanitair recht. Sinds 2000 is hij rechter van het Joegoslavië-tribunaal.

## Levensloop
Pocar studeerde aan de Universiteit van Milaan en promoveerde hier in 1961 cum laude tot doctor in de rechten. Hij habiliteerde in 1969 op het gebied van internationaal recht. Naast zijn moedertaal beheerst hij het Engels, Frans, Spaans en Duits.
Sinds 1970 is hij hoogleraar aan de Universiteit van Milaan in -met de tijd- internationaal privaatrecht, Europees recht en Europees arbeidsrecht. Ook diende hij aan deze universiteit als decaan voor de faculteit van Politieke Wetenschappen en als conrector. Verder was hij aan de Universiteit van Parma hoogleraar in het recht van internationale organisaties en gaf hij les aan de Johns Hopkins-universiteit in het Bologna Centrum, het Institut universitaire international in Luxemburg en de Haagsche Academie voor Internationaal Recht. Hiernaast organiseerde hij diverse andere zaken op academisch en juridisch gebied.
Hij was juridisch adviseur van Italiaanse delegaties tijdens internationale onderhandelingen en conferenties en voor verschillende entiteiten van de Verenigde Naties. In 1984 en van 1988 tot 2000 was hij lid van de Mensenrechtencommissie van de Verenigde Naties. Voor de UNHCHR (mensenrechten) bezocht hij in 1995 Tsjetsjenië en Rusland die verwikkeld waren in de Eerste Tsjetsjeense Oorlog. Verder was hij bestuurslid van het Institut de Droit International en vicepresident van het Internationaal Instituut voor Humanitair Recht in San Remo. Hiernaast was hij als advocaat lid van de balie voor beroepszaken voor het gerechtshof en het hooggerechtshof en was hij verder arbiter in nationale en internationale zaken.
In 2000 trad hij aan als rechter van de strafkamer van het Joegoslavië-tribunaal in Den Haag, waar hij in zijn eerste zaak te maken kreeg met verkrachting en misdaden tegen de menselijkheid. Later werd hij rechter voor de gezamenlijke beroepskamer van dit tribunaal met het Rwanda-tribunaal. Aan het tribunaal was hij verder vicepresident van 2003 tot 2005 en president van 2005 tot 2008.
Pocar werd meermaals onderscheiden, waaronder met een gouden medaille voor onderwijs, cultuur en kunst van de president van Italië. Daarbij werd hij benoemd tot Commandeur in de Orde van de Italiaanse Republiek en Officier (Verdienstkreuz 1. Klasse) in de Orde van Verdienste van de Bondsrepubliek Duitsland. In 2007 ontving hij een eredoctoraat van de Universiteit Antwerpen.
Hij bracht een groot aantal publicaties voort op het gebied van internationaal recht, mensenrechten, internationaal humanitair recht, internationaal privaatrecht en Europees recht. Hij was hoofdredacteur van het vakblad Rivista di diritto internazionale privato e processuale en hij schreef mee aan het Italiaans jaarboek voor internationaal recht en La Comunità internazionale and Relazioni internazionali. Veel van zijn werk verscheen in het Italiaans en werd een enkele keer ook vertaald in het Spaans. In 2013 bracht hij samen met Linda E. Carter International Criminal Procedure: The Interface of Civil Law and Common Law Legal Systems uit in het Engels.